# Dosarul XY

Sigla emisiunii

Dosarul XY (germană: Aktenzeichen XY) este o emisiune de televiziune germană, cu cazuri nerezolvate a poliției, ea a este transmisă din anul 1967 de postul ZDF. Din anul 1968 există o colaborare cu postul de televiziune austriac ORF și cu cel elvețian SF DRS. Scopul emisiunii este depistarea cu ajutorul telespectatorilor a infractorilor. Această enisiune a ajutat mult poliția în activitatea de elucidare a unor cazuri nerezolvate.
În Ungaria există Kekfeny (Lumina albastră), o emisiune a poliției ungare cu o temă asemănătoare. 